# Biserica de lemn din Fildu de Jos
Biserica de lemn din Fildu de Jos s-a aflat în localitatea omonimă din județul Sălaj și, după informațiile lui Leontin Ghergariu, a fost probabil ridicată în anul 1630. Biserica de lemn a funcționat ca biserică parohială până în anul 1930, când a fost înlocuită de o nouă biserică de zid. Gábor Szinte a documentat fotografic și măsurat biserica veche de lemn în anul 1912. Biserica mai apare și într-o fotografie a lui Tzigara Samurcaș publicată în 1925.